# Ernst Mengersen
Ernst Karl August Mengersen (Bremke, 13 giugno 1912 – Dortmund, 6 novembre 1995) è stato un ufficiale tedesco, e uno degli assi degli U-boot della Kriegsmarine nel corso della seconda battaglia dell'Atlantico, durante la seconda guerra mondiale.
Al comando di quattro diverse unità U-Boot affondò 13 navi alleate per quasi 90.000 tonnellate. L'affondamento più importante fu quello della petroliera americana Atlantic Sun di 11555 tonnellate facente parte del convoglio ON-165 ed effettuato con l'U-607.
Fu l'autore, fra gli altri affondamenti, di quello della nave inglese Gairsoppa, silurata nei pressi dell'Irlanda nel 1941 e ritornata all'onore delle cronache nel 2011 quando è stato annunciato il ritrovamento del suo relitto rivelatosi carico di lingotti d'argento.